# Euolena flava
Euolena flava är en tvåvingeart som beskrevs av Willi Hennig 1938. Euolena flava ingår i släktet Euolena och familjen Richardiidae.
Artens utbredningsområde är Peru. Inga underarter finns listade i Catalogue of Life.